# David McReynolds

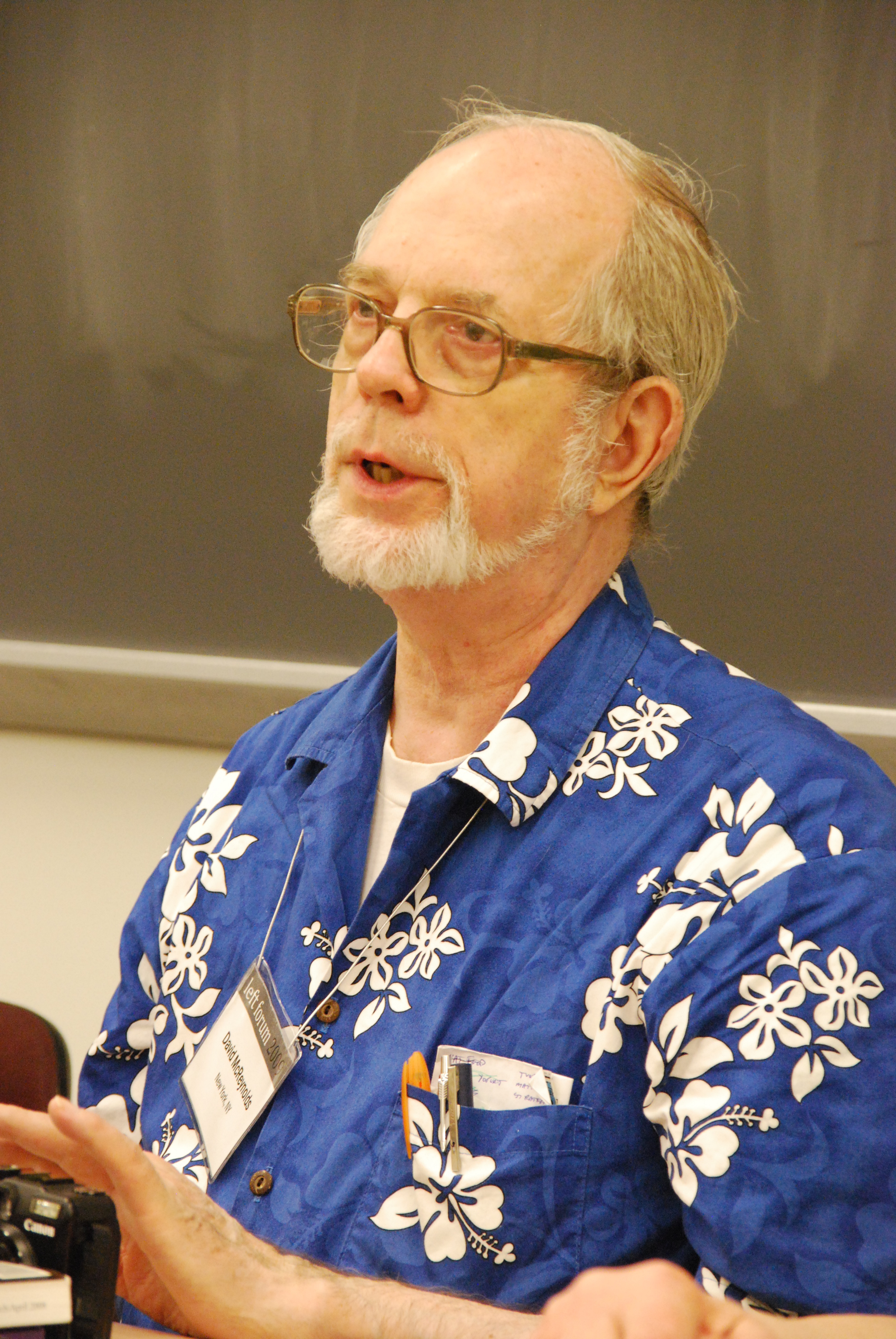
David McReynolds (2009)

David McReynolds (* 25. Oktober 1929 in Los Angeles, Kalifornien; † 17. August 2018 in New York) war ein sozialistischer Politiker, Pazifist, LGBT-Aktivist und Autor.

## Leben
Ab Mitte der 1950er Jahre gehörte David McReynolds zu den prägenden Persönlichkeiten des Pazifismus und der sozialistischen Bewegung in den USA, hatte aber auch international großen Einfluss.
Schon während seines Studiums der Politik und Wirtschaft an der University of California (UCLA) trat er 1951 der Sozialistischen Partei Amerikas bei und wurde bald zu einem Wortführer von deren linkem Flügel. Unter dem Einfluss des sozialistischen Theologen Abraham J. Muste entwickelte sich gleichzeitig seine pazifistische Grundüberzeugung, der er fortan mit einem Selbstverständnis als Marxist zu kombinieren suchte.
Er verweigerte den Kriegsdienst während des Koreakrieges und trat 1956 in die Redaktion der Monatsschrift Liberation ein, die zum Sprachrohr der radikalen Bewegung in den USA wurde. Von 1960 bis 1999 gehörte er als Sekretär der War Resisters League (WRL) zu den maßgeblichen Organisatoren vieler gewaltfrei-antimilitaristischen Großdemonstrationen und Aktionen in den USA.
1980 und 2000 nahm er als offen schwuler Kandidat der Sozialistischen Partei der USA mit einem pazifistisch-sozialistischen Programm an den Präsidentschaftswahlen teil.
Von 1966 bis 1988 gehörte er dem Führungskreis der pazifistischen Internationalen War Resisters’ International (WRI) an und war von 1986 bis 1988 deren Vorsitzender. Er engagierte sich auch im International Peace Bureau und wurde 1978 dessen Vizepräsident.

## Publikationen
- David McReynolds: Philosophie der Gewaltfreiheit. Das pazifistische Manifest eines Marxisten. Aus dem Amerikanischen übersetzt und herausgegeben von Ziesar Schawetz. Nr. 10 der Reihe IDK-Texte zur Gewaltfreiheit, herausgegeben von Wolfram Beyer, IDK-Verlag Berlin 2021 ISBN 978-3-9816536-8-7